# Acrotatos I
Acrotatos I (Gr. Ακρότατος) là con trai của Cleomenes II, vua của Sparta. Ông đã chuốc lấy sự tức giận từ một nhóm những công dân có ảnh hưởng của Sparta bởi vì phản đối sắc lệnh bãi miễn việc bị mất quyền công dân cho tất cả những người bỏ chạy khỏi chiến trường khi mà Antipater đánh bại Agis vào năm 331 TCN. Vì vậy, ông đã vui mừng chấp nhận lời đề nghị từ người Agrigentine, họ đã cầu xin sự giúp đỡ của Sparta vào năm 314 TCN để chống lại Agathocles của Syracuse.
Acrotatos đầu tiên gương buồm tới miền nam Italy, tại đây ông nhận được sự ủng hộ của Tarentum. Tuy nhiên, sau khi ông đặt chân tới Agrigentum, ông đã đối xử tàn nhẫn và bạo ngược tới mức các cư dân đã nổi dậy chống lại ông và ông buộc phải rời khỏi thành phố.
Acrotatos đã quay trở về Sparta và qua đời ở đây trước cha mình, Cleomenes, người qua đời vào năm 309 TCN. Acrotatos để lại một người con trai, Areos I, ông ta đã kế vị Cleomenes. Cháu nội của Acrotatos, Acrotatus II, đã kế vị Areos.